# Селіште (Хунедоара)
Селіште (рум. Săliște) — село у повіті Хунедоара в Румунії. Входить до складу комуни Бейца.
Село розташоване на відстані 305 км на північний захід від Бухареста, 17 км на північ від Деви, 97 км на південний захід від Клуж-Напоки, 134 км на схід від Тімішоари.

## Населення
За даними перепису населення 2002 року у селі проживали 307 осіб, з них 305 осіб (99,3%) румунів. Усі жителі села рідною мовою назвали румунську.